# Алексеев, Георгий Александрович
Гео́ргий Алекса́ндрович Алексе́ев (22 апреля [5 мая] 1917 года — 28 февраля 1943 года) — советский военный лётчик, участник Великой Отечественной войны, командир звена 21-го дальнебомбардировочного авиационного полка 50-й авиационной дивизии авиации дальнего действия (АДД), Герой Советского Союза (20.06.1942), старший лейтенант.

## Биография
Родился 22 апреля (5 мая) 1917 года в городе Пинега (ныне посёлок) Архангельской губернии в семье крестьянина. Русский. Член ВКП(б) с 1942 года. Окончил школу ФЗУ. Работал сварщиком на заводе имени С. М. Кирова в городе Макеевка Донецкой области (УССР).
В Красной Армии с 1937 года. В 1938 году окончил Ворошиловградскую военно-авиационную школу пилотов.
С началом Великой Отечественной войны на фронте.
Командир звена 21-го дальнебомбардировочного авиационного полка (50-я авиационная дивизия, авиация дальнего действия (АДД)) старший лейтенант Георгий Алексеев к маю 1942 года совершил 110 боевых вылетов на бомбардировку важных военно-промышленных объектов в глубоком тылу противника и уничтожение его живой силы и боевой техники.

Указом Президиума Верховного Совета СССР «О присвоении звания Героя Советского Союза начальствующему составу Военно-воздушных сил Красной Армии» от 20 июня 1942 года за «образцовое выполнение боевых заданий командования на фронте борьбы с немецкими захватчиками и проявленные при этом отвагу и геройство» старшему лейтенанту Алексееву Георгию Александровичу присвоено звание Героя Советского Союза с вручением ордена Ленина и медали «Золотая Звезда».

В ночь на 28 февраля 1943 года самолёт Георгия Алексеева потерпел катастрофу при возвращении с боевого задания. Ещё живого лётчика доставили в эвакогоспиталь № 1854, размещавшийся в здании средней школы № 6 города Армавира, где он в тот же день скончался от полученных ожогов. Командир и его экипаж похоронены на площади Партизан в городе Армавир Краснодарского края.

## Награды
- Медаль «Золотая Звезда» Героя Советского Союза (№ 613)
- Орден Ленина
- Орден Красного Знамени
- Медали

## Память
- Командир звена Г. А. Алексеев и его экипаж похоронены на площади Партизан в городе Армавир Краснодарского края.